# Sequenza peptidica
Sequenza peptidica o Sequenza di amminoacidi è l'ordine nel quale residui aminoacidi, collegati da legami peptidici, si trovano nella catena di peptidi e proteine. La sequenza è generalmente segnalata dall'N-terminale (NTD) contenente un gruppo amminico libero fino al C-terminale contenente un gruppo carbossilico libero.  La sequenza peptidica viene spesso chiamata Sequenza proteica se rappresenta la struttura primaria di una proteina.